# Sven Karić
Sven Šoštarič Karić (7 marzo 1998) è un calciatore sloveno, difensore del Pari Nižnij Novgorod.

## Caratteristiche tecniche
È un difensore centrale.

## Carriera

### Club
Cresciuto nel settore giovanile del Maribor, nel 2016 viene acquistato dal Derby County dove prosegue il proprio percorso di crescita; nella seconda metà della stagione 2018-2019 viene prestato al Braintree Town in quinta divisione dove gioca 6 incontri. Il 5 luglio fa ritorno in patria firmando con il Domžale ed il 18 luglio gioca il suo primo incontro professionistico scendendo in campo nei preliminari di Europa League contro il Balzan.

### Nazionale
Ha giocato nelle nazionali giovanili slovene Under-17 ed Under-19
Nel 2021 viene convocato dalla nazionale Under-21 per il campionato europeo di categoria; nel medesimo anno ha anche esordito nella nazionale maggiore slovena.

## Statistiche
Statistiche aggiornate al 20 maggio 2023.

### Presenze e reti nei club
| Stagione        | Squadra         | Campionato      | Campionato | Campionato | Coppe nazionali | Coppe nazionali | Coppe nazionali | Coppe continentali | Coppe continentali | Coppe continentali | Altre coppe | Altre coppe | Altre coppe | Totale | Totale | Totale |
| Stagione        | Squadra         | Comp            | Pres       | Reti       | Comp            | Pres            | Reti            | Comp               | Pres               | Reti               | Comp        | Pres        | Reti        | Pres   | Reti   |        |
| --------------- | --------------- | --------------- | ---------- | ---------- | --------------- | --------------- | --------------- | ------------------ | ------------------ | ------------------ | ----------- | ----------- | ----------- | ------ | ------ | ------ |
| gen.-giu. 2019  | Braintree Town  | NAT             | 6          | 0          | FACup           | 0               | 0               |                    | -                  | -                  | FLT         | 0           | 0           | 6      | 0      |        |
| 2019-2020       | Domžale         | 1.SNL           | 23         | 2          | CS              | 1               | 0               | UEL                | 3                  | 0                  |             | -           | -           | 27     | 2      |        |
| 2020-2021       | Domžale         | 1.SNL           | 30         | 3          | CS              | 3               | 1               |                    | -                  | -                  |             | -           | -           | 33     | 4      |        |
| 2021-2022       | Domžale         | 1.SNL           | 33         | 1          | CS              | 2               | 0               | UECL               | 6                  | 0                  |             | -           | -           | 41     | 1      |        |
| Totale Domžale  | Totale Domžale  | Totale Domžale  | 83         | 6          |                 | 6               | 1               |                    | 9                  | 0                  |             | -           | -           | 98     | 7      |        |
| 2022-2023       | Maribor         | 1.SNL           | 28         | 1          | CS              | 3               | 0               | UCL+UEL+UECL       | 1+2                | 0                  |             | -           | -           | 36     | 1      |        |
| Totale carriera | Totale carriera | Totale carriera | 120        | 7          |                 | 9               | 1               |                    | 14                 | 0                  |             | -           | -           | 143    | 8      |        |

### Cronologia presenze e reti in nazionale
| Cronologia completa delle presenze e delle reti in nazionale ― Slovenia | Cronologia completa delle presenze e delle reti in nazionale ― Slovenia | Cronologia completa delle presenze e delle reti in nazionale ― Slovenia | Cronologia completa delle presenze e delle reti in nazionale ― Slovenia | Cronologia completa delle presenze e delle reti in nazionale ― Slovenia | Cronologia completa delle presenze e delle reti in nazionale ― Slovenia | Cronologia completa delle presenze e delle reti in nazionale ― Slovenia | Cronologia completa delle presenze e delle reti in nazionale ― Slovenia |
| Data                                                                    | Città                                                                   | In casa                                                                 | Risultato                                                               | Ospiti                                                                  | Competizione                                                            | Reti                                                                    | Note                                                                    |
| ----------------------------------------------------------------------- | ----------------------------------------------------------------------- | ----------------------------------------------------------------------- | ----------------------------------------------------------------------- | ----------------------------------------------------------------------- | ----------------------------------------------------------------------- | ----------------------------------------------------------------------- | ----------------------------------------------------------------------- |
| 4-6-2021                                                                | Lubiana                                                                 | Slovenia                                                                | 6 – 0                                                                   | Gibilterra                                                              | Amichevole                                                              | -                                                                       | 36’                                                                     |
| 10-6-2025                                                               | Celje                                                                   | Slovenia                                                                | 2 – 1                                                                   | Bosnia ed Erzegovina                                                    | Amichevole                                                              | -                                                                       | 90+3’                                                                   |
| Totale                                                                  |                                                                         | Presenze                                                                | 2                                                                       |                                                                         | Reti                                                                    | 0                                                                       |                                                                         |